# Neeke Smit
Neeke Anna Wassenbergh-Smit (Lies (Terschelling), 6 juni 1960) is een Nederlandse voormalige marathonschaatsster. Ze won viermaal de Alternatieve Elfstedentocht: tweemaal te Kuopio, Finland en tweemaal op de Weissensee te Oostenrijk. Ook heeft ze de Noorderrondritten gewonnen. In 1997 werd ze 7e in de Elfstedentocht.
Smit is eigenaar van Timsimaging, een fotopersbureau, gericht op sport. Ze is getrouwd met fotojournalist Glenn Wassenbergh, bij wie ze een opleiding tot professioneel fotograaf heeft doorlopen. Ze levert beeld voor onder andere SkateNL, De Telegraaf, de Leeuwarder Courant, het Dagblad van het Noorden, het Noordhollands Dagblad en diverse schaatsteams, waaronder Team IKO.